# Международный кредит
Международный кредит — движение ссудного капитала в сфере международных экономических отношений, связанное с предоставлением валютных и товарных ресурсов на условиях возвратности, срочности, обеспеченности и уплаты процентов.

## Функции международного кредита
- Перераспределение ссудного капитала между странами мира для обеспечения расширенного воспроизводства, выравнивая национальную прибыль в среднюю.
- Экономия издержек обращения в сфере международных расчетов путём использования кредитных средств (тратт, векселей, чеков, переводов и др.), развития и ускорения безналичных платежей.
- Ускорение концентрации и централизации капитала благодаря использованию иностранных кредитов.
- Регулирование экономики.

## Роль международного кредита
Международный кредит играет двойную роль в развитии производства: положительную и отрицательную. С одной стороны, кредит обеспечивает непрерывность воспроизводства и его расширение. Он способствует интернационализации производства и обмена, углублению международного разделения труда. С другой стороны, международный кредит усиливает диспропорции общественного воспроизводства, стимулируя скачкообразное расширение прибыльных отраслей, сдерживает развитие отраслей, в которые не привлекаются иностранные заемные средства.